# Jarkko i Laura
Jarkko i Laura – fiński duet muzyczny, w którego skład wchodzili Jarkko Antikainen oraz Laura Antikainen (de domo Ruotsalo). 
Duet zadebiutował na fińskiej scenie muzycznej w 1966 napisaną przez Laurę Antikainen piosenką „Meidän laulumme”, która odniosła komercyjny sukces.
Artyści reprezentowali Finlandię w 14. Konkursie Piosenki Eurowizji (1969), podczas którego z utworem „Kuin silloin ennen” zajęli 12. miejsce i zdobyli 6 punktów (po jednym punkcie z Luksemburga, Szwecji, Hiszpanii, Holandii, Irlandii oraz Niemiec). Utwór skomponował Toivo Kärki do tekstu Juha Vainio.
W latach 1966–1971 wydali łącznie jedenaście singli. Następnie powrócili do nagrywania w latach 1987–1992, kiedy to ukazały się ich cztery kolejne single. W 1999 wydali jedyny w swoim dorobku album kompilacyjny z największymi przebojami, zatytułowany tak jak ich eurowizyjna kompozycja – Kuin silloin ennen. 
Ostatnim wydawnictwem duetu był wydany w 2001 nakładem wydawnictwa muzycznego Brenda maxi singel Terveisiä jouluun, który zawierał utwory „Punaista, kultaista, vihreää”, „Samaan tähteen katsomme” oraz „Jään sua kaipaamaan”.

## Życie prywatne
Jarkko i Laura pobrali się w 1975 i mieli trójkę dzieci.

## Dyskografia
Opracowano na podstawie materiału źródłowego.
- 1970: Jarkko ja Laura
- 1973: Aurinkopyörä
- 1988: Sumujen silta
- 1993: Uudelleen